# Tir als Jocs Olímpics d'estiu de 1908 - Rifle militar, 1000 iardes
La competició de rifle militar, 1000 iardes va ser una de les quinze proves de programa de Tir dels Jocs Olímpics de Londres de 1908. Es disputà el 9 de juliol de 1908 i hi van prendre part 50 tiradors procedents de 8 nacions diferents. Cada tirador disparava 20 trets a un objectiu que es trobava a 1000 iardes (914 m). Cada encert equivalia a 5 punts, per la qual cosa la màxima puntuació era de 100 punts.

## Medallistes
| Or                   | Plata               | Bronze              |
| Joshua Millner (GBR) | Kellogg Casey (USA) | Maurice Blood (GBR) |

## Resultats
| Posició | Tirador                         | Punts |
| ------- | ------------------------------- | ----- |
| 1       | Joshua Millner (GBR)            | 98    |
| 2       | Kellogg Casey (USA)             | 93    |
| 3       | Maurice Blood (GBR)             | 92    |
| 4       | Richard Barnett (GBR)           | 92    |
| 4       | Ted Ranken (GBR)                | 92    |
| 6       | Thomas Caldwell (GBR)           | 91    |
| 6       | John Sellars (GBR)              | 91    |
| 6       | Harry Kerr (CAN)                | 91    |
| 9       | Charles Crowe (CAN)             | 90    |
| 9       | Fred Utton (CAN)                | 90    |
| 11      | Sydney Brown (CAN)              | 89    |
| 11      | William Leushner (USA)          | 89    |
| 13      | Charles Benedict (USA)          | 88    |
| 13      | Ivan Eastman (USA)              | 88    |
| 13      | Charles Jeffers (USA)           | 88    |
| 16      | Thomas Fremantle (GBR)          | 87    |
| 16      | Dugald McInnes (CAN)            | 87    |
| 16      | Charles Winder (USA)            | 87    |
| 19      | Raoul de Boigne (FRA)           | 86    |
| 19      | Frank Morris (CAN)              | 86    |
| 19      | Harry Simon (USA)               | 86    |
| 19      | Percy Whitehead (GBR)           | 86    |
| 23      | André Angelini (FRA)            | 85    |
| 24      | Edward Green (USA)              | 84    |
| 24      | John Hession (USA)              | 84    |
| 24      | John Hopton (GBR)               | 84    |
| 27      | James Freeborn (CAN)            | 83    |
| 28      | Jørgen Bru (NOR)                | 82    |
| 28      | Paul Colas (FRA)                | 82    |
| 28      | Thomas Elmitt (CAN)             | 82    |
| 28      | James Jones (CAN)               | 82    |
| 28      | Alexander Rogers (GBR)          | 82    |
| 33      | Arthur Martin (CAN)             | 79    |
| 34      | Ossian Jörgensen (SWE)          | 77    |
| 35      | Léon Hecht (FRA)                | 75    |
| 35      | George Rowe (CAN)               | 75    |
| 37      | Arthur Steele (CAN)             | 74    |
| 38      | Daniel Mérillon (FRA)           | 69    |
| 39      | Léon Moreaux (FRA)              | 67    |
| 40      | Georg Erdmann (NOR)             | 61    |
| 41      | Asmund Enger (NOR)              | 58    |
| 41      | Kolbjørn Kvam (NOR)             | 58    |
| 43      | Erik Ohlsson (SWE)              | 54    |
| 44      | Fredrik Mossberg (SWE)          | 48    |
| 45      | Alexandros Theofilakis (GRE)    | 30    |
| 46      | Ernst Rosell (SWE)              | 27    |
| 47      | Mathias Glomnes (NOR)           | 26    |
| 48      | Léon Tétart (FRA)               | 21    |
| 49      | Erich Wagner-Hohenlobbese (GER) | 12    |
| 50      | Olivius Skymoen (NOR)           | DNF   |